# باتريك ناير
باتريك ناير (بالإنجليزية: Patrick Nair)‏ هو كاهن كاثوليكي هندي، ولد في 15 أغسطس 1932 في دلهي في الهند، وتوفي في 7 أكتوبر 2017 في دهرادون في الهند.